# Abbaye de Neuenkamp
L'abbaye de Neuenkamp est une ancienne abbaye cistercienne à Franzburg, dans le Land de Mecklembourg-Poméranie-Occidentale, dans l'archidiocèse de Hambourg.

## Histoire
En 1231, Wislaw Ier de Rügen permet à l'abbé Arnold de l'abbaye de Kamp de fonder une abbaye-fille baptisée Neuenkamp. En 1234, il s'installe près du Blinde Trebel (de). Elle reçoit le village de Richtenberg avec une source d'eau salée et trois Lokators (de). En outre, il obtient 300 manses de forêt défrichée dans lesquels une vingtaine de colonies au nom allemand seront construites dans les prochaines décennies. Le monastère acquiert d'autres grandes propriétés foncières en Poméranie, dans l'île de Rügen et le Mecklembourg. Il investit dans des moulins et des élevages de poisson.
Les cisterciens achètent en 1257 le Kampischer Hof (de) à Stralsund. Le lieu leur sert pour acheter des produits agricoles comme les céréales et la laine et d'en revendre d'autres. Ce développement économique permet à Neuerkamp de fonder une abbaye-fille à Hiddensee.
L'église abbatiale de Neuenkamp est construite selon un plan uniforme entre 1280 et 1300 avec des briques comme une grande église-halle gothique de 25 mètres de largeur et de 90 mètres de longueur avec un chœur et une nef avec un vaisseau et deux collatéraux. Seule l'aile sud du transept est conservée après la sécularisation en 1535 et la reconstruction de l'église en 1580.
À la fin du XIIIe siècle, l'abbaye peut avoir des propriétés autour de Goldberg. Nicolas II de Mecklembourg-Werle-Güstrow offre un moulin et un élevage de poissons. En 1328, Neuenkamp achète à l'abbaye de Dobbertin un grenier à grains. Au XVe siècle, les nombreux investissements aboutissent à un endettement. En 1455, l'abbaye vend ses biens à Goldberg à Henri IV de Mecklembourg. L'abbé Johann Sasse parvient à assainir les comptes. Il participe en 1456 à la fondation de l'université de Greifswald.
Après les biens des églises de Straslund, Georges Ier de Poméranie, converti au protestantisme, enlève en 1525 les biens de l'abbaye pour les mettre dans le château de Wolgast (de). En 1535, Johannes Bugenhagen se rend à l'abbaye pour lui annoncer l'établissement de la religion luthérienne, ce qui aboutira à la sécularisation peu après. L'abbé Johann Molner (de) s'installe dans le Kampischer Hof et saisit la Chambre impériale. La procédure met beaucoup de temps pour aucun changement, l'abbé meurt en 1540 en exil à Spire.
Les bâtiments abbatiaux servent à la famille ducale et au tribunal. Ainsi, après l'incendie du château de Wolgast en 1557, Philippe Ier de Poméranie vit quelques mois à Neuenkamp. Néanmoins, le bâtiment est vite délaissé. En 1578, Bogusław XIII de Poméranie, qui est devenu maître de Barth et de Neuenkamp, fait reconstruire le monastère par Christoph Haubitz (de) en un château à quatre ailes. Il établit aussi une manufacture qu'il appelle Franzburg en hommage à son père. Quand le château revient à son neveu Philippe-Julius de Poméranie, il se plaint de son état délabré. Pendant la guerre de Trente Ans, le château est démoli en 1660, seul l'église du château reste, dont la paroisse fait partie de l'Église protestante luthérienne en Allemagne du Nord.
Lors de la restauration néo-gothique en 1876, en plus des changements des fenêtres et de la sacristie, les pignons sont aussi transformés avec des ogives et des pinacles.